# Chavantes (kommun)
Chavantes är en kommun i Brasilien.   Den ligger i delstaten São Paulo, i den södra delen av landet, 800 km söder om huvudstaden Brasília. Antalet invånare är 12 114.
Följande samhällen finns i Chavantes:
- Chavantes

Trakten runt Chavantes består till största delen av jordbruksmark. Runt Chavantes är det ganska tätbefolkat, med 65 invånare per kvadratkilometer.